# Relandersgrund
Relandersgrund är ett finländskt fyrskepp som  tjänstgjorde i finländska farvatten från 1888 till 1937.
Fartyget byggdes i stål på W:m Crichton & C:o i Åbo. Hon hade ingen maskin utan bogserades till sin position vid Relandersgrund utanför Raumo, där hon låg från maj till november varje år. På vintern låg hon vid kaj i Raumo. Fyrapparaten, som under dagtid var nedsänkt i däckshuset, bestod av tre fotogenlampor med kardansk upphängning och var sin lins. Konstruktionen var tillverkad av Barbier et Fenestre i Frankrike.
Under första världskriget togs Relandersgrund ur drift och bogserades till Raumo. Hon flyttades till Finska viken av ryska sjömän och sänktes. Fartyget bärgades och reparerades i  Tallinn, men var i för dålig skick för att återgå i ordinarie tjänst. Från 1918 till 1937 var hon reservfartyg och tjänstgjorde bland annat i Ålands hav som ersättning för fyrskeppet Storbrotten som hade sprängts av en mina i början av 1920-talet.
1937 togs fyren bort och fartyget  blev moderfartyg vid sjömätning i Saimen och de finska insjöarna till 1978. Hon skulle ha skrotats, men köptes av några privatpersoner som sommarstuga. Efter ett ägarbyte köptes det nu skrotfärdiga fartyget av en kaféägare som lät renovera henne och 1995 blev Relandersgrund restaurangfartyg i hamnen i Kotka. Numera ligger hon vid Sjötullstorget i Helsingfors.